# Феликс из Пистои
Феликс (IX век) — отшельник из Пистои. День памяти — 26 августа.
Святой Феликс, подвизавшийся в Пистои, Тоскана, Италия, был известен своими строгой жизнью и благочестием. Он был прославлен сразу после своей кончины. Почитание было возобновлено в XV веке, когда были обретены его св. мощи. 